# 칼릴루 파디가
칼릴루 파디가(Khalilou Fadiga, 1974년 12월 30일 ~ )는 세네갈의 전 축구 선수이며, 포지션은 미드필더였다. 벨기에 출신의 부인을 두어 벨기에 시민권을 보유하고 있다.

## 선수 경력
파디가는 6세 때에 프랑스로 이주해 살았으며, 르 앙팡스를 거쳐 파리 생제르맹 FC에서 청소년 시절을 보냈다. 하지만 깊은 인상을 심어주지 못하였고, 결국 1993년 레드 스타 파리로 이적해 프로 무대에 데뷔하였다. 이후 1994년 벨기에의 RFC 리에주로 옮겨 본격적인 활약을 시작했으며, 1995년 롬멜 유나이티드로 이적해 2시즌을 보낸 뒤 1997년 클럽 브루게 KV로 이적해 주전으로 자리잡았다. 그 뒤 2000년 AJ 오세르로 팀을 옮겨 프랑스 무대에 복귀했으며, 2002-03 시즌 UEFA 챔피언스리그 및 UEFA컵 무대에서도 활약하였다.
이러한 활약을 바탕으로 2003년 이탈리아 세리에 A의 FC 인테르나치오날레 밀라노로 이적하였으나, 심장에 이상이 발견되어 경기에 거의 뛰지 못한 채 벨기에에서 심장 수술을 받는 등 치료 및 재활에 힘써 기적적으로 재기하였다. 결국 2004년 잉글랜드 프리미어리그의 볼턴 원더러스 FC로 이적했으나, 그 해 10월 경기 전 몸을 풀던 중 불규칙한 심장 박동으로 인해 의식을 잃고 쓰러진 뒤 자동 제세동기의 도움을 받아 의식을 차렸다. 이후 안정을 차린 뒤 팀에 복귀했으나, 구단 의료진들은 축구 경력을 계속 이어간다면 심장에 무리를 주어 결국 사망에 이를 수 있다며 파디가의 은퇴를 권유하였다. 하지만 파디가는 의사들의 만류를 뿌리치고 팀에 복귀해 5경기를 뛴 뒤 더비 카운티 FC로 임대 이적했으며, 4경기를 소화한 뒤 볼턴 원더러스 FC로 복귀해 UEFA컵을 포함해서 10경기를 뛰었다.
이후 2006년 팀에서 방출되었으며, 포츠머스 FC 및 왓퍼드 FC. 헐 시티 FC 등 여러 팀에서 입단 테스트를 받은 이후 결국 2007년 코번트리 시티 FC에 입단했다. 이후 2008년 다시 팀에서 방출되어 KAA 헨트로 이적해 벨기에 무대에 복귀했으며, 베이르스홋 AC로 옮겨 활약한 뒤 오랜 공백 기간을 거쳐 2011년 KSV 템세에서 뛴 뒤 은퇴를 선언하였다.
또한 2000년 세네갈 축구 국가대표팀에 정식으로 데뷔한 뒤, 2002년 FIFA 월드컵 당시 우루과이와의 조별 라운드 3차전에서 팀의 선제골을 성공시키는 등 좋은 활약을 펼쳤고, 2008년까지 총 37경기에 출전해 4골을 넣는 등 좋은 모습을 보여주었다.

## 기타
2002년 FIFA 월드컵 기간 도중 대구광역시의 한 금은방에서 18K 금목걸이를 훔치다가 적발되기도 하였다.